# Rettel
Rettel és un municipi francès, situat al departament del Mosel·la i a la regió del Gran Est. L'any 2007 tenia 748 habitants.

## Demografia

### Població
El 2007 la població de fet de Rettel era de 748 persones. Hi havia 280 famílies, de les quals 61 eren unipersonals (16 homes vivint sols i 45 dones vivint soles), 85 parelles sense fills, 126 parelles amb fills i 8 famílies monoparentals amb fills.
La població ha evolucionat segons el següent gràfic:
Habitants censats

### Habitatges
El 2007 hi havia 322 habitatges, 284 eren l'habitatge principal de la família, 24 eren segones residències i 15 estaven desocupats. 254 eren cases i 68 eren apartaments. Dels 284 habitatges principals, 217 estaven ocupats pels seus propietaris, 60 estaven llogats i ocupats pels llogaters i 6 estaven cedits a títol gratuït; 1 tenia una cambra, 7 en tenien dues, 32 en tenien tres, 55 en tenien quatre i 189 en tenien cinc o més. 248 habitatges disposaven pel capbaix d'una plaça de pàrquing. A 105 habitatges hi havia un automòbil i a 147 n'hi havia dos o més.

### Piràmide de població
La piràmide de població per edats i sexe el 2009 era:
| Homes | Edats   | Dones |
| ----- | ------- | ----- |
| 0     | 95 o +  | 0     |
| 0     | 90 a 94 | 0     |
| 4     | 85 a 89 | 4     |
| 8     | 80 a 84 | 8     |
| 4     | 75 a 79 | 12    |
| 24    | 70 a 74 | 16    |
| 8     | 65 a 69 | 16    |
| 16    | 60 a 64 | 24    |
| 16    | 55 a 59 | 16    |
| 4     | 50 a 54 | 8     |
| 32    | 45 a 49 | 28    |
| 32    | 40 a 44 | 28    |
| 20    | 35 a 39 | 32    |
| 40    | 30 a 34 | 40    |
| 20    | 25 a 29 | 16    |
| 12    | 20 a 24 | 0     |
| 24    | 15 a 19 | 44    |
| 20    | 10 a 14 | 24    |
| 32    | 5 a 9   | 20    |
| 28    | 0 a 4   | 20    |

## Economia
El 2007 la població en edat de treballar era de 483 persones, 343 eren actives i 140 eren inactives. De les 343 persones actives 326 estaven ocupades (175 homes i 151 dones) i 16 estaven aturades (7 homes i 9 dones). De les 140 persones inactives 37 estaven jubilades, 46 estaven estudiant i 57 estaven classificades com a «altres inactius».

### Ingressos
El 2009 a Rettel hi havia 269 unitats fiscals que integraven 657 persones, la mediana anual d'ingressos fiscals per persona era de 20.717 €.

### Activitats econòmiques
Dels 36 establiments que hi havia el 2007, 1 era d'una empresa extractiva, 1 d'una empresa alimentària, 3 d'empreses de fabricació d'altres productes industrials, 10 d'empreses de construcció, 12 d'empreses de comerç i reparació d'automòbils, 2 d'empreses d'hostatgeria i restauració, 1 d'una empresa d'informació i comunicació, 3 d'empreses de serveis i 3 d'empreses classificades com a «altres activitats de serveis».
Dels 18 establiments de servei als particulars que hi havia el 2009, 1 era una funerària, 3 tallers de reparació d'automòbils i de material agrícola, 1 taller d'inspecció tècnica de vehicles, 2 paletes, 1 fusteria, 5 lampisteries, 1 empresa de construcció, 1 perruqueria, 2 restaurants i 1 tintoreria.
Dels 5 establiments comercials que hi havia el 2009, 2 eren supermercats, 1 una botiga de menys de 120 m², 1 una perfumeria i 1 una joieria.
L'any 2000 a Rettel hi havia 5 explotacions agrícoles.

## Equipaments sanitaris i escolars
El 2009 hi havia una escola elemental.

## Poblacions més properes
El següent diagrama mostra les poblacions més properes.